# Tromsø IL
Tromsø IL (Tromsø Idrettslag) är en fotbollsklubb från Tromsø i Norge. Tromsø IL (TIL) bildades den 15 september 1920 och hette "Tromsø Turnforenings Fotballag" innan namnet "Tromsø IL" antogs 1930. I fotboll för herrar vann TIL det nordnorska mästerskapet 1931, 1949 och 1956 samt det norska cupmästerskapet 1986 och 1996.
Klubben har ett av världens nordligaste elitlag i fotboll.

## Eliteserien
Laget gick upp i den översta divisionen, dåvarande 1. divisjon, 1985, och har spelat där sedan 1986, med undantag för 2002 och 2014. Den bästa placeringen hittills i översta divisionen fick laget 1990, då de hamnade på andra plats under den svenska tränaren Tommy Svensson, och 2011, då de också kom på andra plats, denna gång med tränaren Per Mathias Høgmo. De kom på 3:e plats 1989, 2008 och 2010.

## Internationellt
Sina främsta internationella insatser gjorde Tromsø IL under den internationella säsongen 1997–1998, då laget nådde andra omgången i Europeiska cupvinnarcupen och där slog Chelsea FC med 3-2 hemma på Alfheim, även om returen på Stamford Bridge slutade 1-7 och respass ur turneringen.
Klubben gjorde också framgångar i UEFA-cupen hösten 2005, då laget slog ut Galatasaray SK med 2-1 sammanlagt och avancerade till gruppspelet i turneringen. Här tog dock det roliga slut efter följande resultat: TIL - AS Roma (Ita) 1-2, RC Strasbourg (Fra) - TIL 2-0, Tromsø - Crvena Zvezda (SeM) 3-1 samt FC Basel (Sui) - Tromsø 4-3.

## 2010-talet
Efter några år med svaga placeringar och tränarbyten bestämde man sig sommaren 2017 att prova med en utländsk tränare igen. Man anställde Simo Valakari från Finland som ny huvudtränare. Detta efter att laget hade haft en svag vårsäsong och var i fara för att bli nedflyttade till OBOS-ligaen. Starten för Valakari var lite trög, men från omgång 24 till omgång 29 tog man 15 av 18 möjliga poäng, och säkrade platsen redan efter omgång 29. Laget hamnade på elfte plats i Eliteseriesäsongen 2017.

## Spelare
De internationellt mest kända spelarna som har spelat för TIL är nog Tore André Flo (bland annat Chelsea), Morten Gamst Pedersen (bland annat Blackburn), Ole Martin Årst (skyttekung i Belgien 2000 för KAA Gent), Sigurd Rushfeldt (har målrekordet i norska Eliteserien), Steinar Nilsen med ett förflutet i AC Milan och SSC Napoli och Kara MBodj. "Gamsten" har efter många år i utlandet kommit tillbaka till klubben och är fortfarande aktiv (2018), och Kara spelar 2018 i Anderlecht.
För svenskar torde väl Kenny Stamatopoulos, Marcus Sahlman, Fredrik Björck, Benny Lekström och Marcus Hansson, som alla spelat för klubben, vara bekanta. Dessutom kan nämnas Tromsøs mångåriga trotjänare Bjørn Johansen, som spelade för Helsingborgs IF (41 matcher/5 mål) under två säsonger (2000 och 2001).
En annan känd Tromsøprofil är spelaren och tränaren Per Mathias Høgmo som också har tränat bland annat Djurgården och Norges landslag, och sedan juni 2021 tränar BK Häcken. Per Mathias Høgmo har också en säsong i Norrköping som spelare 1986, med 2 matcher / 0 mål.

### Spelartrupp
| 1  | Danmark | Jakob Haugaard   | 1 maj 1992    | AIK (-22)          |
| 12 | Kanada  | Simon Thomas     | 12 april 1990 | Sarpsborg 08 (-21) |
| 32 | Norge   | Marius Tollefsen | 31 mars 2000  | Skjervøy IK (-22)  |

| 2  | Norge     | Oskar Opsahl          | 25 augusti 2001  | Vålerenga IF (-22)         |
| 3  | Norge     | Jesper Robertsen      | 23 mars 2004     | Tromsø IL                  |
| 4  | Norge     | Jostein Gundersen     | 2 april 1996     | Tromsø IL                  |
| 5  | Norge     | Anders Jenssen        | 10 oktober 1993  | Tromsdalen UIL (-19)       |
| 14 | Norge     | Tobias Vonheim Norbye | 9 februari 2005  | Alta IF (-23)              |
| 16 | Finland   | Miika Koskela         | 12 juli 2003     | Oulu (-23)                 |
| 19 | Danmark   | Niklas Vesterlund     | 6 juni 1999      | Trelleborgs FF (-21)       |
| 20 | Norge     | Casper Öyvann         | 7 december 1999  | Tromsdalen UIL (-21)       |
| 26 | Senegal   | El Hadji Malick Diouf | 28 december 2004 | Académie Mawade Wade (-23) |
| 28 | Frankrike | Christophe Psyché     | 28 juli 1988     | AEL Limassol (-21)         |

| 7  | Danmark | Felix Winther           | 18 maj 2000      | Fremad Amager (-21)   |
| 8  | Norge   | Kent-Are Antonsen       | 12 februari 1995 | Nordkjosbotn IL (-11) |
| 10 | Norge   | Jakob Romsaas           | 16 maj 2004      | Skeid (-23)           |
| 11 | Norge   | Ruben Yttergård Jenssen | 4 maj 1988       | SK Brann (-20)        |
| 22 | Norge   | Sakarias Opsahl         | 17 juli 1999     | Vålerenga IF (-21)    |
| 23 | Norge   | Runar Norheim           | 14 februari 2005 | Tromsø IL             |
| 24 | Norge   | Daniel Bassi            | 31 oktober 2004  | Tromsø IL             |
| 25 | Norge   | Lasse Nilsen            | 21 februari 1995 | Tromsø IL             |

| 9  | Island | Hilmir Rafn Mikaelsson | 2 februari 2004  | Venezia (-23)    |
| 15 | Norge  | Vegard Erlien          | 7 januari 1998   | Ranheim IL (-23) |
| 17 | Norge  | Yaw Paintsil           | 19 augusti 1999  | Kjelsås (-23)    |
| 21 | Norge  | Tobias Hafstad         | 1 juni 2002      | Tromsø IL        |
| 27 | Norge  | Jens Hjertø-Dahl       | 31 oktober 2005  | Tromsø IL        |
| 29 | Guinea | Maï Traoré             | 24 november 1999 | Viking FK (-23)  |

### Utlånade spelare
| Nr | Land  | Pos | Namn                                                       |
| -- | ----- | --- | ---------------------------------------------------------- |
| -  | Norge | A   | Elias Aarflot (i FK Lyn till 31 december 2023)             |
| -  | Norge | F   | Isak Kjelsrud Vik (i Tromsdalen UIL till 31 december 2023) |

| Nr | Land  | Pos | Namn                                         |
| -- | ----- | --- | -------------------------------------------- |
| -  | Norge | MV  | Mats Trige (i Alta IF till 31 december 2023) |